# Королёв, Дмитрий Дмитриевич (советский деятель)
Дмитрий Дмитриевич Королев — советский хозяйственный, государственный и политический деятель.

## Биография
Родился в 1896 году в деревне Гремячево. Член КПСС.
До 1937 — ученик чеканщика, чеканщик, участник Первой мировой войны, участник установления Советской власти в Москве, участник Гражданской войны, ответработник Замоскворецкого районо, коммунального треста, секретарь, заместитель председателя исполнительного комитета Кировского Совета депутатов трудящихся города Москвы..
В 1937 — председатель исполнительного комитета Кировского Совета депутатов трудящихся города Москвы.
В 1937—1938 — управляющий Московским трамвайным трестом.
В 1938—1940 — первый заместитель председателя исполнительного комитета Московского городского Совета депутатов трудящихся.
В 1940—1941 — заместитель председателя исполнительного комитета Московского городского Совета депутатов трудящихся.
В 1941—1943 — начальник Управления зелёного строительства и лесопаркового защитного пояса исполнительного комитета Московского городского Совета депутатов трудящихся.
В 1943—1944 — заместитель председателя исполнительного комитета Московского городского Совета депутатов трудящихся.
В 1946—1951 — начальник отдела социального обеспечения исполнительного комитета Московского городского Совета депутатов трудящихся.
В 1951—1957 — заведующий общим отделом исполнительного комитета Московского городского Совета депутатов трудящихся.
Депутат Верховного совета РСФСР 1-го созыва. Делегат XVIII съезда КПСС.
Умер в 1959 году в Москве.

## Награды
- Орден Трудового Красного Знамени (13.07.1940, 06.09.1943)
- Орден Красной Звезды (09.09.1945, 07.09.1947)
- Орден Знак Почёта (23.04.1942)